# Motobi
Motobi is een historisch Italiaans motorfietsmerk. Motobi heette aanvankelijk FAM en Moto B en bouwde machines van 98 tot 250 cc. In 1954 veranderde de naam in "Motobi".
De bedrijfsnaam was Motobi (FAM): Fabbrica Auto-Moto Veicoli Srl, Pesaro.
Motobi was een Italiaans motormerk, ontstaan toen Giuseppe Benelli in 1950 na onenigheid met zijn broers een eigen fabriek begon, samen met zijn zoons Luigi en Marco. Giuseppe was depressief geworden nadat terugtrekkende Duitse troepen de Benelli-fabriek in Pesaro vernield en geplunderd hadden. Hij was rond 1948 samen gaan werken met Giuseppe Beretta, eigenaar van de wapenfabriek Beretta en Luigi Castelbarco en samen richtten ze het merk BBC (Beretta, Benelli, Casterlbarco) op. De auto zou een 750 cc V-twin motor, voorwielaandrijving, vier zitplaatsen en twee deuren krijgen, maar uiteindelijk werden slechts drie exemplaren gebouwd. Daarna besloot Giuseppe aan de vraag naar licht en goedkoop vervoer te voldoen door lichte motorfietsen te gaan bouwen.
Hij had onder andere het beroemde Benelli kracht-ei ontwikkeld. Dit was een ei-vormige tweetaktmotor waarbij de zuigersturing was vervangen door aanzuiging door de holle krukas. Het kokerbalkenframe had Giuseppe gepatenteerd. Het eerste model was de B98, een 98 cc model dat al snel werd opgevolgd door een 115- en een 125 cc versie. De machientjes waren zuinig en snel en werden al snel populair. Hoewel de liggende cilinder al enigszins ei-vormig was, kwam het echte "ei" pas in 1953 met de tweecilinder B 200. Deze machine kreeg de niets betekenende toevoeging "Spring Lasting". Hier werd de tweetaktspoeling verzorgd door schuif in de inlaatpoort. In 1954 nam Giuseppe de constructeur Piero Prampoli in dienst om een viertakt-versie van de motor te ontwikkelen. In 1956 kwamen twee viertaktmodellen op de markt: de 125 cc Imperiale en de 175 cc Catria. Giuseppe was echter al in 1955 ernstig ziek geworden en in 1957 overleed hij. Na zij overlijden werd de leiding overgenomen door zijn zoons Luigi en Marco. Het wegvallen van het technisch vernuft van Giuseppe werd opgevangen door het aanstellen van Primo Zanzani als technisch adviseur. Hij ontwikkelde uit de ei-vormige motoren snelle racemachines, die ook onder de merknaam "Benelli" nog tot in de jaren zeventig succesvol zouden zijn. In 1961 dreef de teruglopende motormarkt de broers weer terug naar Benelli, maar ze behielden de leiding over de Motobi-fabriek. Toch werd de merknaam Motobi nog gebruikt. Toen Alessandro De Tomaso het merk Benelli in 1972 overnam verdween de naam pas.